# Daroca de Rioja
Daroca de Rioja és un municipi de la Rioja, a la regió de la Rioja Mitjana.

## Història
Abans del segle xi solament era una zona de pasturatge i on està situat actualment era la ubicació dels corrals de vaques, cabres, ovelles, etc. A partir del segle xii es va fer l'església del Patrocini i amb ella es va començar a registrar la població; naixements, bateigs, casaments i morts, així com la Cofradia del Patrocini que té per objecte ajudar els inanes i més necessitats en les almoines per a la supervivència. Una vegada format el padró iniciat per María Daroca oriünda de Medrano es va desenvolupar juntament amb el pasturatge l'agricultura de la ribera del riu Daroca amb naixement en la font El Colorido i el riu Cabañas amb naixement en el Crucero. En aquesta ribera es van implantar les hortes per al consum particular i en les zones de secà com Cabezo, Les llecas, La Cabañera, Parejon, Val, etc. es destinava als cereals. A principis del segle xiii es va edificar l'ermita de San Lorenzo en la zona del Toll i una vegada a l'any es baixava el Sant a l'església del poble, romanent en l'església fins al dia 11 de setembre quan se li retornava a la seva ermita.
En 1732 se celebra un plet del llogaret de Daroca amb Navarrete per la propietat del monte Moncalvillo i amb Hornos sobre l'aprofitament d'aquest. Aquestes disputes seran freqüents al llarg de la història. Mitjançant una Real Provisió en la qual es realitza un cens per a sufragar les despeses, es porta a terme la compra de la jurisdicció a la vila de Navarrete en 1793.